# Pseudabutilon ellipticum
Pseudabutilon ellipticum är en malvaväxtart som först beskrevs av Diederich Franz Leonhard von Schlechtendal, och fick sitt nu gällande namn av P.A. Fryxell. Pseudabutilon ellipticum ingår i släktet Pseudabutilon och familjen malvaväxter. Inga underarter finns listade i Catalogue of Life.